# إمبراطور البرازيل
إمبراطور البرازيل كانوا أولا ملوك المملكة المتحدة من البرتغال والبرازيل والغرب (1815-1822)، بعد ارتقى البرازيل على مملكة، وبعد ذلك كدولة ذات سيادة ومستقلة، وإمبراطورية البرازيل (1822 - 1889).
قبل عام 1815، كانت البرازيل مستعمرة تابعة للمملكة البرتغال .من وصول رسمي من البرتغاليين في 1500،وفي عام 1645 قام أول عاهل من أسرة براغانزا العريقة جواو الرابع باستبدال لقب الأميري البرتغالي من أمير البرتغال إلى أمير البرازيل وأصبح أبنه تيودوسيو أول حمل هذا اللقب حتى عام 1815 عندما تم إنشاء مملكة البرازيل وأنهيت السندات الاستعمارية رسميا والاستعاضة عنها اتحاد سياسي مع البرتغال، وملوك البرتغال كانت الملوك على البرازيل. وتم أيضا استبدل لقب الأميري إلى أمير الملكي للبرتغال والبرازيل والغرب.
وكان اثنين من ملوك البرازيل خلال عهد المملكة المتحدة: الملكة ماريا الأولى (1815-1816) والملك جون السادس (1816-1822). بحلول الوقت لإنشاء المملكة المتحدة للبرتغال والبرازيل والغرب ، الملكة ماريا كانت عاجزة طويلة، وكان يحكم الإمبراطورية البرتغالية من قبل الأمير جون، ومستقبل الملك جون السادس، والأمير ريجنت.
كدولة مستقلة، وكان اثنين من أباطرة البرازيل: إمبراطور بيدرو الأول (1822-1831) وبيدرو الثاني (1831-1889). في عام 1889، تم إلغاء النظام الملكي في الانقلاب العسكري الذي أعلنت جمهورية البرازيل .
في عهد الامبراطورية، الذي عقد الملك جون السادس ملك البرتغال لفترة وجيزة النمط تشريفي فخري إمبراطور البرازيل تحت معاهدة ريو دي جانيرو ، التي اعترفت باستقلال البرازيل عن البرتغال. كان لقب الإمبراطور الفخري وانقرض على زوال حاملها. أصبح جون السادس لقب الإمبراطور (أسمياً) لبضعة أشهر فقط، من التصديق على المعاهدة في نوفمبر 1825 حتى وفاته في مارس 1826. خلال تلك الأشهر، لكن، وكما لقب امبراطور جون كان شرفية بحتة، وإمبراطور بيدرو بقيت إمبراطور الوحيد للدولة وحكومات البلاد بحكم القانون.

## قائمة ملوك البرازيل

### ملوك المملكة المتحدة للبرتغال والبرايل والغرب
| الأسم                  | الحياة                        | تولى العرش                    | ملاحظة                                                                          | البيت الملكي | الصورة | رسميا             |
| ---------------------- | ----------------------------- | ----------------------------- | ------------------------------------------------------------------------------- | ------------ | ------ | ----------------- |
| ماري البرتغالية: Maria | 17 ديسمبر 1798 – 20 مارس 1816 | 16 ديسمبر 1815 - 20 مارس 1816 | كانت ملكة البرتغال (1777-1815) ثم اصبحت ملكة الممتحدة للبرتغال والبرازيل والغرب | بيت براغانزا |        | ملكة ماريا الأولى |
| جون البرتغالية: João   | 13 مايو 1767 – 10 مارس 1826   | 20 مارس 1816 - 7 سبتمبر 1822  | ابن ماريا الأولى ووصي العرش لوالدته ماريا الأولى                                | بيت براغانزا |        | ملك جواو السادس   |

### أمبراطور البرازيل (1822–1889)
| الأسم                  | الحياة                          | تولى العرش                    | ملاحظة                                                                                                 | البيت الملكي | الصورة | رسميا                 |
| ---------------------- | ------------------------------- | ----------------------------- | --- | ------------ | ------ | --------------------- |
| بيتر البرتغالية: Pedro | 12 أكتوبر 1798 – 24 سبتمبر 1834 | 12 أكتوبر 1822 - 7 أبريل 1831 | ابن جواو السادس، وأعلن استقلال البلاد وأيضا العاهل الأول للبلاد وأصبح أيضا ملك البرتغال لفترة من الوقت | بيت براغانزا |        | إمبراطور بيدرو الأول  |
| بيتر البرتغالية: Pedro | 2 ديسمبر 1825 – 5 ديسمبر 1891   | 7 أبريل 1831 - 15 نوفمبر 1889 | ابن بيدرو الأول                                                                                        | بيت براغانزا |        | إمبراطور بيدرو الثاني |

### إمبراطور أسمياً
| الأسم       | الحياة                      | تولى العرش                    | ملاحظة | البيت الملكي | الصورة | رسميا                            |
| ----------- | --------------------------- | ----------------------------- | --- | ------------ | ------ | -------------------------------- |
| جواو السادس | 13 مايو 1767 – 10 مارس 1826 | 15 نوفمبر 1825 - 10 مارس 1826 | تم إنشاء جواو السادس إمبراطور البرازيل الفخري من خلال توقيع معاهدة ريو دي جانيرو . ولكن ابنه الإمبراطور بيدرو الأول، بقى إمبراطور الدولة بحكم الواقع. | بيت براغانزا |        | ملك-إمبراطور (إسميا) جواو السادس |